# Ottawita masneri
Ottawita masneri är en stekelart som beskrevs av Boucek 1993. Ottawita masneri ingår i släktet Ottawita och familjen puppglanssteklar. Inga underarter finns listade i Catalogue of Life.